# Walter Conrad-Eybesfeld
Walter Conrad-Eybesfeld (* 19. Februar 1888 in Groß-Enzersdorf; † 9. September 1967 auf der Fahrt von Wien nach Südtirol)  war ein österreichischer Diplomat.

## Leben
Walter Conrad-Eybesfeld war der Sohn von Heinrich Baron Conrad-Eybesfeld.
Er war mit Livia Souper (* 3. Oktober 1894 in Preßburg; † 31. August 1988 in Klosterneuburg) verheiratet. Er war von 1931 bis 1935 im österreichischen Auswärtigen Amt mit sozialpolitischen Aufgaben beschäftigt. Von 1935 bis 1940 war er Stellvertreter des Leiters des Wanderungsamtes. 1941 wurde er in den Wartestand versetzt.
1946 wurde er provisorisch in der Rechtsabteilung (6) des Auswärtigen Amtes beschäftigt.
Von 1947 bis 1949 war er politischer Vertreter in Belgrad.
Von 1950 bis 1953 war er außerordentlicher Gesandter und Ministre plénipotentiaire, politischer Vertreter in Warschau.